# 혈관

인체의 혈관 (동맥)

혈관(血管, blood vessel)은 동물의 체내에 존재하는 가느다란 관으로, 산소와 영양분을 실은 혈액을 몸 구석구석 흘려보내고 말초세포와 조직이 배설하는 이산화탄소와 노폐물을 받아들이는 중요한 역할을 한다.
혈관은 구조와 기능에 따라 동맥, 정맥, 모세혈관으로 나뉜다. 동맥은 산소나 영양을 함유한 혈액을 심장에서 온몸으로 보내는 관으로, 점차 가늘어져 모세혈관으로 이행한다. 모세혈관과 조직 사이에서 물질 교환이 이루어진다. 모세혈관은 다시 모여 정맥이 되어 심장으로 돌아간다.
사람 혈관의 총 길이는 6,000 km에 이른다.

## 구조
혈관은 종류나 위치, 또는 혈관을 흐르는 혈액의 혈류역학적 특성에 따라 생김새가 다양하다. 일반적으로 동맥과 정맥의 혈관벽은 통상적인 관상기관과 달리 다음처럼 탄성섬유 층에 의해 구분되는 세 부분으로 이루어진다.
1. 내막 또는 속막(intima)은 혈관벽의 가장 안쪽에서 내강과 맞닿는 상피 층인 내피(endothelium), 그리고 그 너머의 결합 조직 층인 내피밑층(subendothelial layer)으로 구성된다. 내피밑층에 탄성섬유가 풍부하게 존재하는 경우 내탄성층(internal elastic membrane)이 형성되어 속막의 경계를 이루기도 한다.
2. 중막 또는 중간막(media)은 두꺼운 근육층으로, 주로 고리 모양으로 달리는 민무늬근으로 이루어져 있다. 자율 신경(미주 신경과 교감 신경)의 명령에 의해 수축하거나 이완함으로써 혈관 내강의 지름과 혈류를 조절하는 역할을 한다. 외탄성층(external elastic membrane)이 중간막의 경계를 이루기도 한다.
3. 외막 또는 바깥막(adventitia)은 혈관벽의 가장 바깥쪽 층으로, 주변의 결합조직과 연속적으로 이어져 있다. 주로 길이 방향으로 늘어선 콜라겐 섬유로 이루어져 있으며, 때로 탄성섬유나 민무늬근이 존재하기도 한다. 혈관에 영양을 공급하는 혈관의 맥관(vasa vasorum)이 이 층에 위치한다.

동맥과 정맥의 종류에 따라 각 층의 두께와 구성이 다르며, 특정 층이 존재하지 않거나 층끼리 구분하기 어려운 경우도 있다.
반면 모세혈관은 한 층의 내피와 그 바닥판으로만 이루어져 있으며, 중간막과 바깥막은 존재하지 않는다. 이처럼 혈관벽이 얇기 때문에 모세혈관과 주변 조직 사이의 기체 및 물질 교환이 원활하게 이루어질 수 있다. 일부 모세혈관의 내피와 바닥판 사이에는 혈관주위세포(pericyte)가 있어 혈관을 구조적·기능적으로 지지한다.

## 신경 지배
혈관벽의 민무늬근에 분포하는 신경 가운데 미주 신경(부교감 신경)은 혈관을 확장시키며, 교감 신경은 수축시키는 작용을 한다. 이 둘은 모두 자율 신경으로, 그 최고 중추는 간뇌의 시상 하부에 있으며, 여기에서 온몸의 상태에 적응하도록 명령이 내려진다. 그러나 평상시에 혈관벽의 수축과 확장을 조절하는 것은 연수에 있는 혈관 운동 중추라고 추정된다. 이 중추를 매개로 다음과 같은 여러 가지 반사적 조절이 일어난다.
- 대동맥 반사는 대동맥벽에 혈압을 감지하는 장치가 있어 여기서 나온 구심성 정보가 중추를 매개로 하여 동맥벽에 수축 또는 확장 명령을 내린다.
- 경동맥동 반사는 총경동맥이 내경동맥(뇌로 가는 동맥)과 외경동맥(안면으로 가는 동맥)으로 구분되는 지점에 혈압을 감지하는 장치가 있는데, 이를 경동맥동이라 한다. 여기서 나온 구심성 정보가 중추를 매개로 하여 동맥의 수축이나 확장을 일으킨다.
- 이와 같은 압력 감지 용기(容器)는 폐동맥이나 복부 동맥에도 있다.

이와는 별도로 중추를 매개로 하지 않고 하나의 신경 세포만으로 반사적 조절을 하는 것도 있다. 이것은 피부에서 관찰되는 것으로, 척수 신경 후근(後根)에 있는 지각 신경의 수상 돌기가 피부에 분포할 때 그 도중에 갈라진 가지 중 일부가 가느다란 동맥벽에 분포한다. 지각 신경이 자극을 받으면 그 흥분이 반대로 갈라진 가지에서 수상 돌기로 전해져 혈관벽의 민무늬근에 작용하여 혈관을 확장시킨다. 이것을 축색(軸索) 반사라고 한다. 자극성이 있는 물질을 칠하면 그 주위의 피부가 홍조를 띠는 것은 그 반사 작용에 의한 것이라고 한다.

## 분포

동맥과 정맥의 순환계

하나의 기관에 혈관이 분포할 때 종종 특정한 곳으로 드나든다. 이곳을 문(門)이라 한다. 이에 대해 하나의 기관 주위에 많은 혈관이 들어있는 경우도 있다. 기관 속에 침입한 동맥은 잇달아 가지가 가늘게 갈라지는데, 그때 다른 가지와 전혀 연락이 없는 동맥을 종(終)동맥이라 한다.
종동맥이 절단되면 그것이 분포하는 영역의 조직에는 산소나 영양이 전혀 보급되지 않기 때문에 조직 속의 모든 세포가 죽어 버린다. 대부분의 중요한 장기에서 그 안에 침입한 장기는 종동맥이 되어 있다고 볼 수 있다. 이에 대해 다른 동맥에서 온 가지 사이에 말단에서 연락이 있는 경우 이 연락을 문합(吻合)이라 한다. 하나의 동맥이 절단되어도 그 분포 영역에는 다른 동맥에서 문합을 통해 혈액이 보내지기 때문에 조직이 사멸하는 일은 없다.
동맥은 보통 단 한번 모세혈관을 거쳐 정맥이 되어 심장으로 돌아오는데, 예외적으로 두 번 모세혈관을 거친 뒤에 심장에 돌아오는 경우가 있다. 이것을 문맥계(文脈系)라고 하며, 처음의 모세혈관과 두 번째 모세혈관 사이를 연결하는 혈관을 문맥이라 한다. 문맥계에서는 물질 교환이 연달아 두 차례 행해지는 것이 특징이다. 문맥계에는 다음과 같은 것이 있다.

### 간(肝)문맥계
장에 분포하는 동맥은 장벽에서 모세혈관이 되어 영양소를 흡수한 뒤 간문맥이 되어 간에 들어가며, 여기서 다시 한번 모세혈관이 되어 간세포에 영양소를 전달한 다음 간정맥이 되어 심장으로 돌아간다. 간문맥과 그 지류가 이루는 정맥 계통을 간문맥계라고 한다.

### 신(腎)문맥계
신동맥은 신소체에 들어가 모세혈관이 되어 많은 혈액 성분을 방출한 뒤 모여서 문맥이 된다. 이것이 요(尿)세관 주위에서 다시 모세혈관이 되어 필요한 성분을 재흡수한다. 그 후 신정맥이 되어 심장으로 돌아간다.

### 하수체(下垂體) 문맥계
하수체 동맥은 하수체 기부(基部)에서 모세혈관이 되어 간뇌 시상 하부에서 신경 분비 물질을 흡수한 다음 모여서 문맥이 된다. 이어서 전엽(前葉)으로 가서 다시 한번 모세혈관이 되어 그 물질을 방출한다. 그리고 하수체 정맥이 되어 심장으로 돌아온다.

## 혈류역학

### 혈액량
사람의 혈액이 순환계통에 어떤 비율로 분포하는지 그 상대적 부피를 나타내면 다음과 같다.
| 위치               | 혈액량(%) |
| ------------------ | --------- |
| 동맥               | 13        |
| 세동맥 및 모세혈관 | 7         |
| 정맥               | 64        |
| 심장               | 7         |
| 폐혈관             | 9         |

### 유속과 단면적

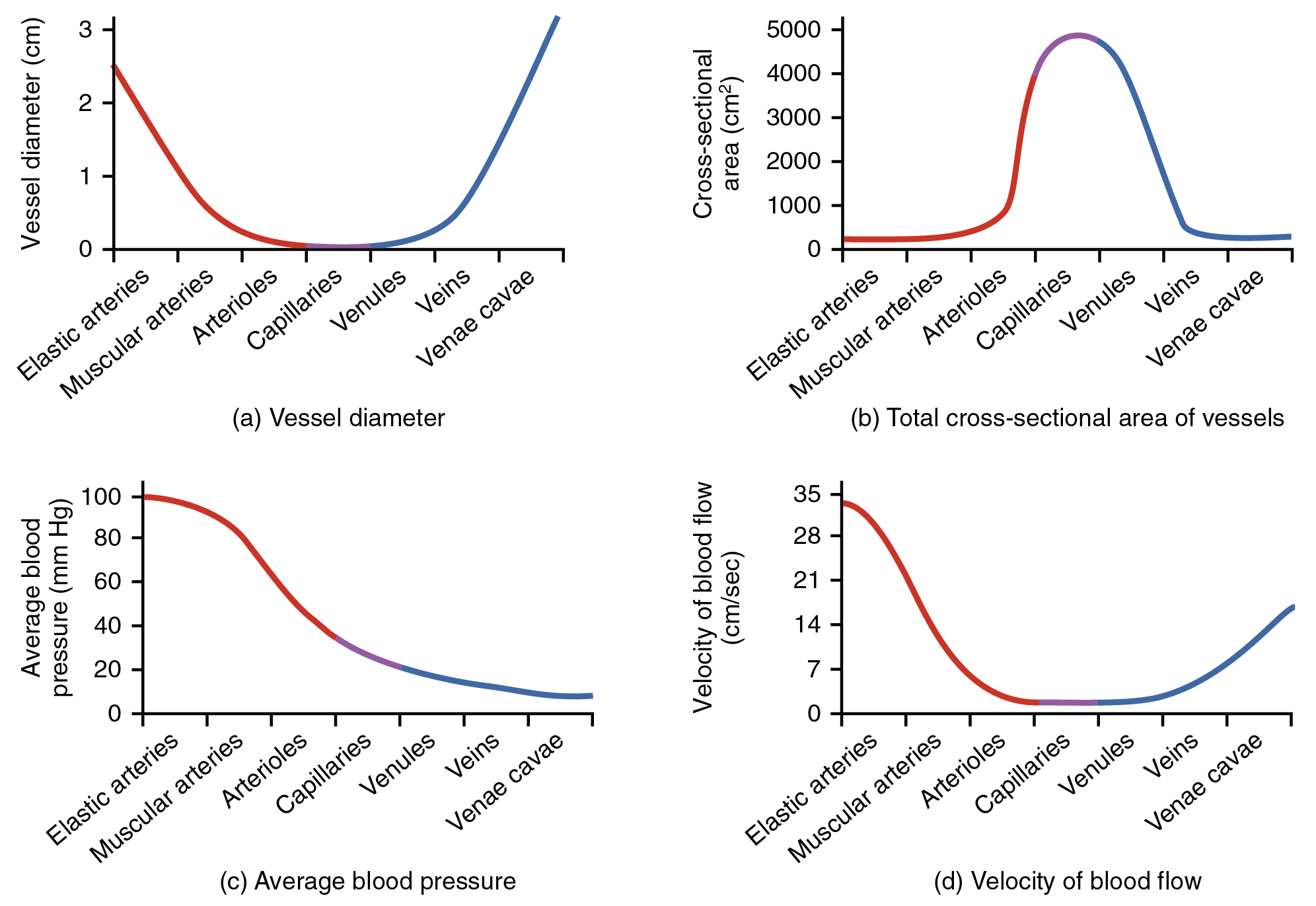
사람은 작은 혈관일수록 수가 많아 총 단면적은 오히려 넓다. 따라서 유속은 큰 혈관에서 빠르고 모세혈관에서 느리다.

시간 당 혈관의 한 단면을 지나는 혈액의 양을 혈류라고 한다. 수학적으로 혈류({\displaystyle Q})는 혈관 단면적({\displaystyle A})과 혈액 유속({\displaystyle v})의 곱으로 주어진다.
{\displaystyle Q=A\times v}
혈액이 특정 부위에 쌓이거나 특정 부위에서 빠져나오는 일이 없다고 가정하자. 또 모세혈관에서 조직으로 빠져나가는 혈액의 양이 무시할 만하다고 가정하자. 그렇다면 순환계통의 어느 단면에서든 혈류가 일정해야 하므로, 혈관 단면적이 좁아질수록 혈액의 유속은 빨라져야만 한다. 사람에서 혈관 부위에 따른 총 단면적은 다음과 같다.
| 혈관      | 총 단면적(cm2) |
| --------- | -------------- |
| 대동맥    | 2.5            |
| 작은 동맥 | 20             |
| 세동맥    | 40             |
| 모세혈관  | 2500           |
| 세정맥    | 250            |
| 작은 정맥 | 80             |
| 대정맥    | 8              |

작은 혈관일수록 수가 많아서 총 단면적은 오히려 큰 혈관보다 훨씬 넓다. 그 결과 작은 혈관일수록 혈액의 유속은 대체로 느려진다. 대동맥에서 혈액이 흐르는 속도는 20 ~ 60cm/s로, 평균 33cm/s 정도이다. 모세혈관은 총 단면적이 대동맥의 1,000배이므로 혈액의 유속은 약 0.3 mm/s이다.
혈액이 혈관의 특정 부위에 머무르는 시간은 그 부위의 길이에 비례하고 유속에 반비례한다. 모세혈관을 흐르는 혈액의 유속은 매우 느리지만, 모세혈관의 길이가 대개 0.3~1 mm 정도로 매우 짧기 때문에 혈액이 모세혈관에 머무르는 시간은 약 1~3초에 불과하다. 혈액이 심장을 나온 뒤 다시 심장으로 되돌아오기까지 소요되는 총 시간은 그 혈액이 어디를 흐르는지에 따라 다르지만 팔꿈치 근처에서 측정하면 약 18초 정도이다.

### 혈류와 저항
혈류({\displaystyle Q})는 혈관 양 끝의 압력차({\displaystyle {\mathit {\Delta }}P})에 비례하는데, 그 비례계수를 그 혈관의 저항({\displaystyle R})으로 정의한다.
{\displaystyle R={\frac {{\mathit {\Delta }}P}{Q}}}
혈관의 저항은 혈액이 흐르는 양상과 혈관의 여러 가지 특성에 의존한다.

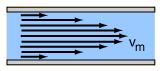
층류가 흐르는 모습을 나타낸 모식도

혈액이 혈관의 주행 방향과 나란한 유선을 따라 일정하게 흐르는 경우를 층류(laminar flow)라고 한다. 층류에서는 혈관벽 가까이로 흐르는 혈액은 혈관벽이 흐름을 방해하기 때문에 속력이 거의 0인 반면 혈관 가운데로 흐르는 혈액은 속력이 빠르지만, 이들이 서로 방해하지 않고 미끄러져 지나간다. 이에 따라 한 단면에 위치했던 혈액을 일정 시간 동안 관찰하면 그 경계는 포물면 형태를 이루게 된다. 푸아죄유 법칙에 따르면 층류에서 혈류와 압력차의 관계는 다음과 같다.
{\displaystyle Q={\frac {\pi r^{4}}{8\eta l}}{\mathit {\Delta }}P}
이때 {\displaystyle r}은 혈관의 반지름을, {\displaystyle l}은 혈관 양 끝의 거리를 나타내고, {\displaystyle \eta }는 혈액의 점성을 나타낸다. 즉 혈관의 저항은
{\displaystyle R={\frac {8\eta l}{\pi r^{4}}}}
으로 주어진다. 저항이 반지름의 네제곱에 반비례하므로, 지름이 큰 혈관일수록 저항이 작을뿐만 아니라, 지름이 조금만 커져도 저항은 매우 큰 폭으로 줄어들게 된다. 이 때문에 민무늬근의 미세한 수축과 이완만으로 조직에 공급되는 혈류의 양을 효율적으로 조절하는 일이 가능해진다.
한편 혈액이 혈관의 주행 방향과 나란하게 흐를 뿐만 아니라 혈관의 지름 방향으로도 흐르면서 소용돌이를 이루는 경우를 난류(turbulent flow)라고 한다. 혈액이 혈관 내강을 가로막는 물체 주변을 지나거나, 갑자기 방향을 바꾸거나, 거친 표면 근처를 지나는 경우에 난류가 발생한다. 난류가 발생하면 마찰이 매우 커지므로 혈류 저항이 급격하게 증가한다. 레이놀즈 수를 이용하여 난류가 발생하려는 경향을 정량적으로 살펴볼 수 있다.
{\displaystyle Re={\frac {vd\rho }{\eta }}}
이때 {\displaystyle v}, {\displaystyle \rho }, {\displaystyle \eta }는 각각 혈액의 유속, 밀도, 점성을 나타내고, {\displaystyle d}는 혈관의 지름을 나타낸다. 레이놀즈 수가 200~400 정도가 되면 혈관의 일부 가지에서 난류가 발생하지만 혈관이 매끈하게 주행하는 부분에 이르면 다시 층류가 흐르게 된다. 큰 동맥이 여기에 해당한다. 레이놀즈 수가 2,000 이상이 되면 곧고 매끈한 혈관에서조차 난류가 발생한다. 수축기의 대동맥 근위부와 폐동맥이 여기에 해당한다. 그 밖의 작은 혈관에서 난류를 야기할 정도로 레이놀즈 수가 상승하는 일은 거의 없다.

### 혈압, 맥압과 유순도
심장은 반복적인 수축을 통해 혈압을 형성한다. 심장이 혈액을 뿜어낼 때마다 혈관을 따라 압력의 파동이 전달된다. 혈액이 서로 미는 효과에 의해 압력이 전달되는 것이기 때문에, 압력은 실제 혈액이 흐르는 속력보다 훨씬 빠르게 전달될 수 있다. 혈관벽이 강직되어 있을수록 압력의 전달 속력이 빨라서, 대동맥의 경우 압력의 전파 속력이 혈액의 유속보다 15배 이상 빠르다.

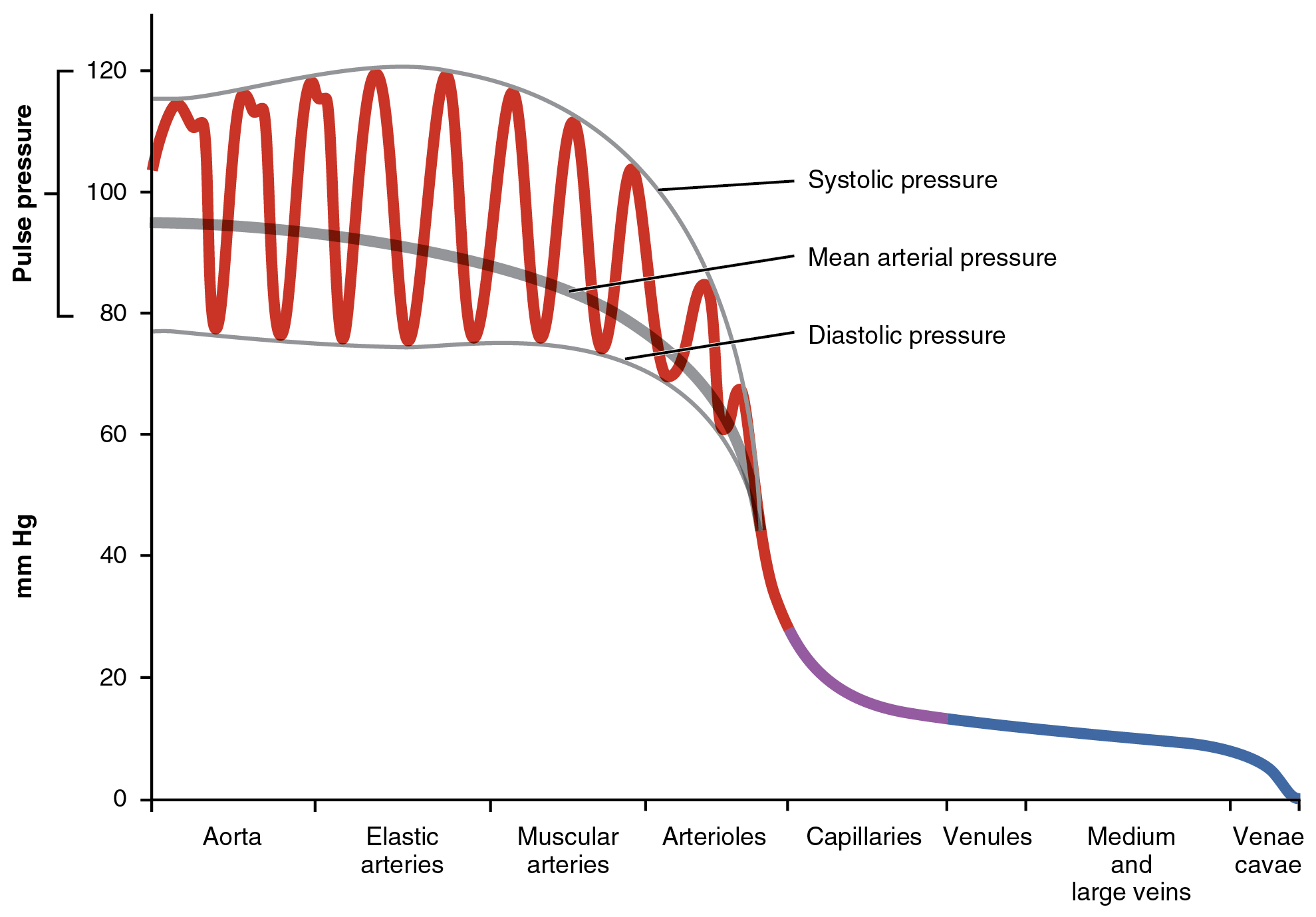
온몸순환의 경우 대동맥에서 평균 혈압이 가장 높고 대정맥에서 가장 낮다. 동맥의 유순도로 말미암아 맥압이 감폭되어 모세혈관에서는 혈압 변동이 거의 없다.

대동맥은 심장에서 뿜어내는 혈액을 곧바로 받기 때문에 압력이 평균 100mmHg 정도로 높다. 저항이 있는 혈관을 따라 혈액이 흐르면 혈압이 감소하기 때문에, 혈압은 대동맥에서 모세혈관을 거쳐 대정맥에 이르기까지 차츰 감소한다. 폐동맥 역시 심장에서 뿜어내는 혈액을 곧바로 받지만, 우심실의 수축력이 좌심실보다 약하기 때문에 대동맥보다 혈압이 훨씬 낮다. 사람의 혈관에서 부위에 따른 혈압은 다음과 같다.
| 혈관     | 평균 혈압(mmHg) |
| -------- | --------------- |
| 대동맥   | 120 ~ 80        |
| 동맥     | 100 ~ 40        |
| 모세혈관 | 60 ~ 40         |
| 정맥     | 10 ~ 2          |
| 대정맥   | 2 ~ -5          |
| 폐동맥   | 18 ~ 15         |
| 폐정맥   | 10 ~ 8          |

심장이 주기적으로 박동하기 때문에 혈압 역시 주기적으로 변동한다. 예를 들어 대동맥의 혈압은 수축기에 120mmHg, 이완기에 80mmHg로 측정된다. 수축기와 이완기 혈압의 차이를 맥압이라고 한다. 맥압은 대동맥에서 모세혈관에 이르기까지 차츰 감소해서, 실제로 모세혈관에서는 수축기와 이완기에 혈압의 차이가 거의 없다. 이 현상의 주요 원인 가운데 하나는 혈관의 유순도이다. 수축기에 혈압이 상승하면 동맥이 팽창하여 혈압 상승을 둔화하고, 이완기에는 수축하여 혈압을 유지함으로써 맥압을 감쇠하는 것이다. 동맥경화증 등으로 인해 혈관의 유순도가 감소하면 혈관벽이 팽창하지 못하므로 맥압과 수축기 혈압이 비정상적으로 높게 유지된다.
정맥관 내에는 심장에서의 압력은 미치지 않지만 직립 자세에서는 중력 때문에 상당한 압력이 작용한다. 예를 들어 발등을 재면 정지하고 있을 때 혈압이 80 ~ 100mmHg이나 된다. 그러나 걷기 등의 운동을 하면 혈압이 급속히 저하되어 30 ~ 40mmHg가 된다. 이것은 근수축 등으로 인해 혈액이 심장을 향해 흐르기 때문이다. 이들 압력은 혈액을 역류시키는 힘으로 작용하기 때문에 역류를 방지하기 위해 정맥에는 정맥판이 발달해 있다. 이것은 특히 사지(四肢)에 많으며, 두경부(頭頸部)에는 없다.

## 병리
혈관 손상은 혈전증이나 고혈압 등 많은 질환의 근본적인 기전이다. 감염, 염증, 외상 등에 의해 혈관 내피가 손상되면 민무늬근 세포들이 내탄성층을 넘어 속막으로 이동해서 활발하게 증식하고 세포외기질을 합성한다. 이렇게 형성된 신생내막(neointima)은 내피 손상이 회복되어 민무늬근 세포의 증식이 종료된 다음에도 두꺼워진 상태로 남아있게 된다. 손상이 만성적으로 이어지면 속막이 지속적으로 두꺼워져 혈관 폐쇄를 야기할 수 있다. 특히 고혈압 등에 의해 동맥에 지속적인 혈류역학적 자극이 가해지면서 혈관벽이 두꺼워지고 탄력이 감소하는 현상을 동맥경화증(arteriosclerosis)이라고 부른다.

## 같이 보기
- 혈관 수축
- 혈관 확장
- 혈압
- 인체 골격
- 인체 근육 목록
- 해부학 용어
- 인체 신경 목록
- 유변학